# Azha jezik
Azha jezik (ISO 639-3: aza), burmanski jezik uže skupine ngwi, kojim govori 53 000 ljudi (2007) u provinciji Yunnan u graničnom području okruga Wenshan i Yanshan, Kina. Priznat je i dobio kodni naziv 2008.
Poznat je pod mnogobrojnim drugim imenima: aji, ajiwa, a’ndze, a’ntsaozo, azan, nimitso, phuphje, phula, hua phula, hua yi, shaoji phula, sifter basket phula, hei phula, black phula, niuweiba phula, cowtail phula, jin phula, golden phula, han phula.